# Greenland Dock
Koordinaten: 51° 30′ N, 0° 2′ W

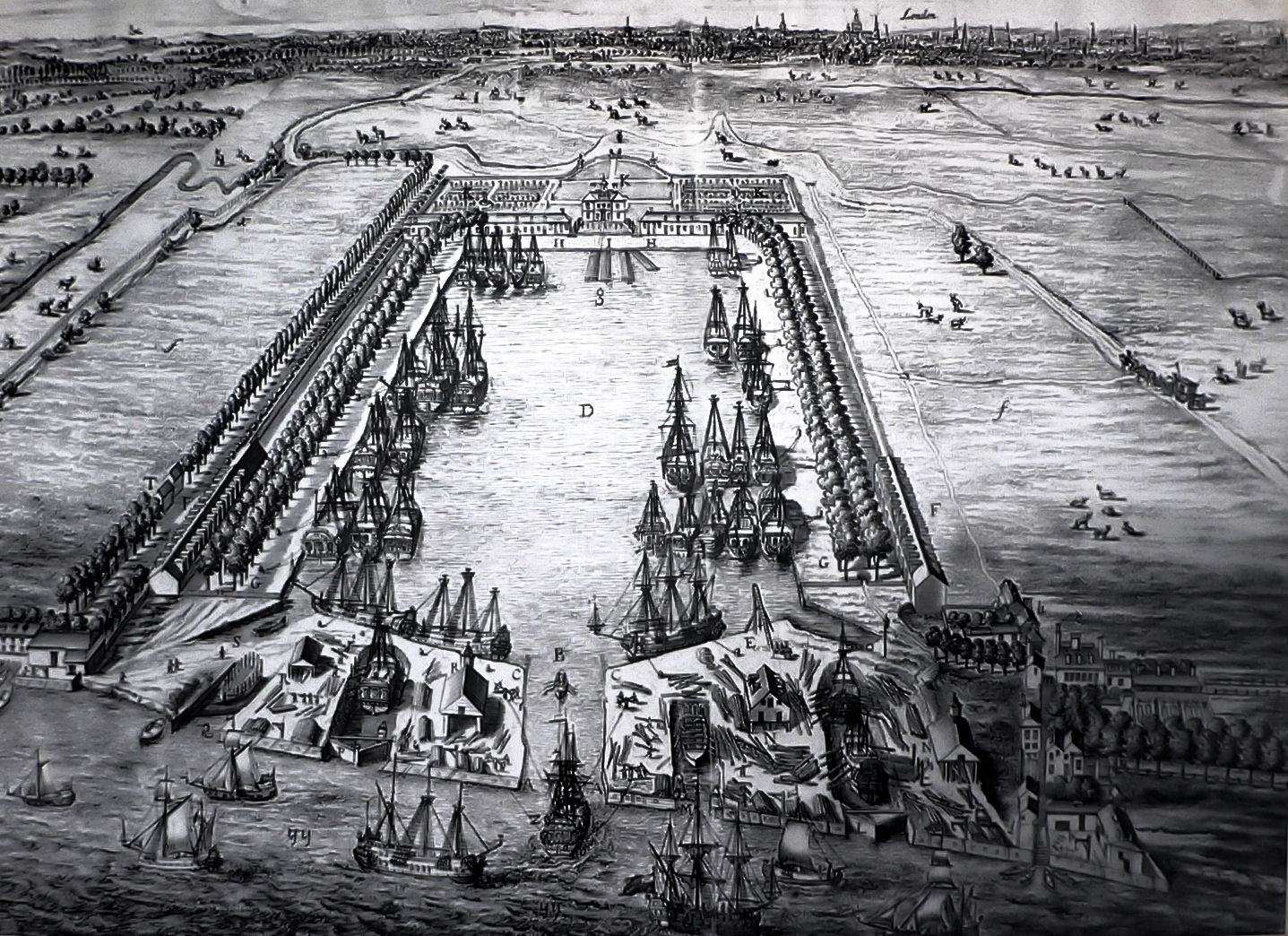
Blick auf das Howland Great Wet Dock (1717). Der Blick geht nach Westen über die Rotherhithe Peninsula.

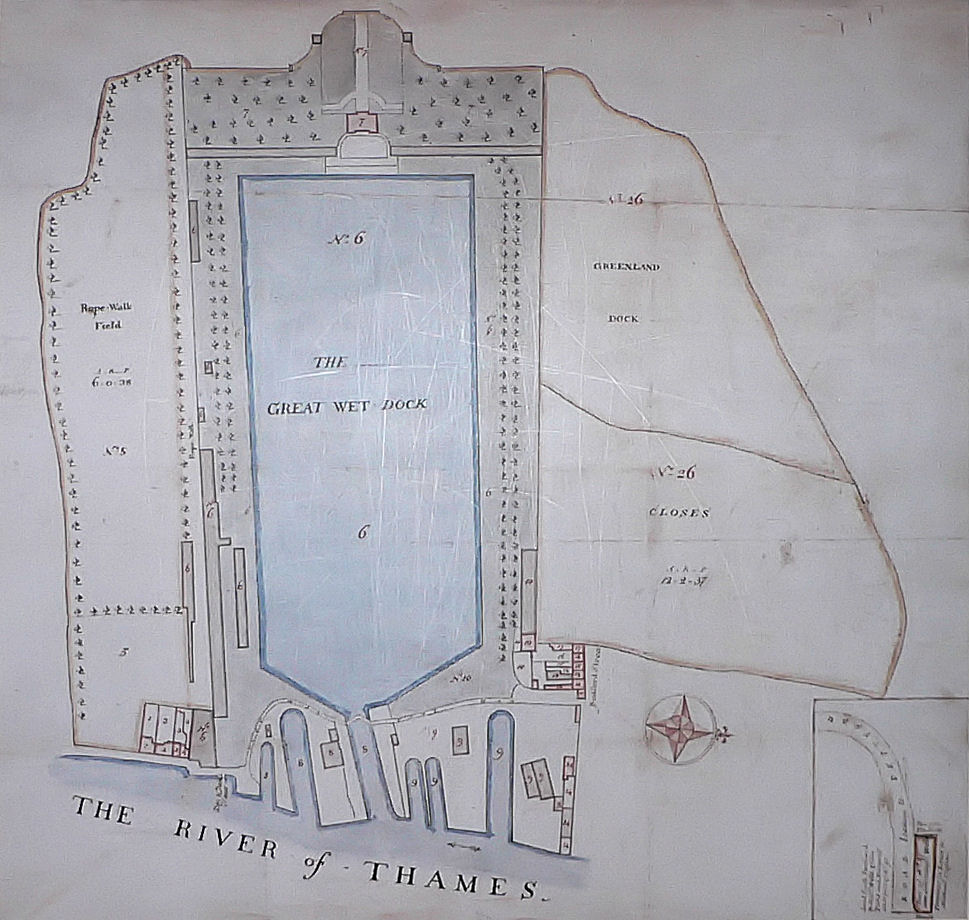
Handgezeichneter Plan des Greenland Docks (1763)

Das Greenland Dock ist das älteste der Londoner Hafenbecken am Themseufer; es liegt in Rotherhithe und gehört heute zu den Docklands. Es war Teil der Surrey Commercial Docks, die heute größtenteils verfüllt sind. Das Greenland Dock wird heute ausschließlich als Naherholungsgebiet genutzt. Es ist eines von nur noch zwei nicht aufgefüllten Hafenbecken am südlichen Ufer der Themse.

## Geschichte

### Howland Great Wet Dock
Das Hafenbecken entstand zwischen 1695 und 1699 auf einem Stück Land, das der adligen Russell-Familie des 1. Duke of Bedford gehörte. Die Russells hatten das Gelände im unteren Rotherhithe von einem reichen Landbesitzer aus Streatham, John Howland, bekommen. Es war Teil der Mitgift für seine Tochter Elisabeth, Enkelin von Sir Josiah Child – dem diktatorischen Vorsitzenden der East India Company –, die Wriothesley Russell, den Marquis of Tavistock heiratete. Sie bemühten sich sofort um die „Verbesserung“ des landwirtschaftlich genutzten Grundstücks und erhielten 1695 die Erlaubnis des Parlaments zum Bau eines rechteckigen Hafenbeckens mit einer Fläche von ca. 4 ha, das ca. 120 Schiffe aufnehmen konnte. Zur Ehre von John Howland nannte man es „Howland Great Wet Dock“. Das Hafenbecken wurde vom örtlichen Schiffsbauer John Wells entworfen und sollte ausreichend für Ostindienfahrer sein.
In der Zeichnung von 1717 kann man das neue Hafenbecken in ländlicher Umgebung einige Meilen außerhalb der (damals viel kleineren) Londoner Innenstadt sehen. Es war auf drei Seiten mit Baumreihen versehen, die als Windschutz dienen sollten, und am westlichen Ende lag das Herrenhaus der Familie Russell. Anders als die später entstandenen Hafenbecken besaß das Howland Great Wet Dock keine Kaimauern, Lagerhäuser oder andere für die Handelsschifffahrt notwendigen Einrichtungen, da es nicht für diese ausgelegt war. Stattdessen sollte es dazu dienen, „Schiffe ohne Schwierigkeiten ein- und ausfahren zu lassen, ohne andere Schiffe umsetzen zu müssen.“ Es war im Wesentlichen eine Ausrüstungsbasis für Schiffe, wo diese repariert werden und an einem sicheren Ankerplatz verbleiben konnten. Für diesen Zweck war die räumliche Nähe zu den Werftanlagen in Deptford vorteilhaft.

### Walfang und Holzhandel

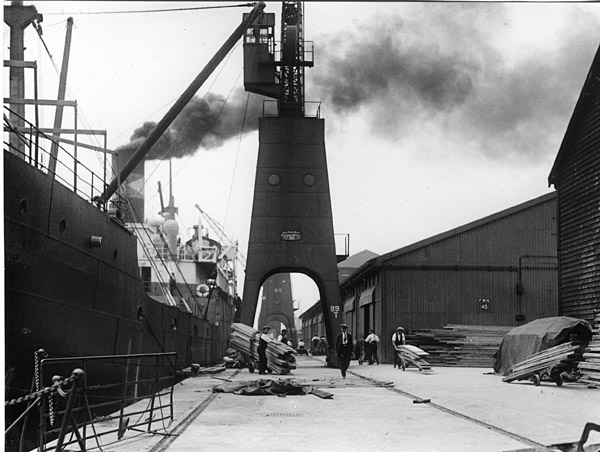
Das Löschen einer Holzladung im Greenland Dock (1927)

Ab den 1720er-Jahren nutzten auch Walfangschiffe, die von Grönland zurückkamen, das Hafenbecken und große Blubber-Kochanlagen wurden auf der Südseite des Hafens gebaut, in denen Walöl hergestellt wurde. 1763 wurde das Howland Great Wet Dock von John Russell, dem 4. Duke of Bedford, verkauft. Die gelegentliche Nutzung des Beckens durch Grönland-Walfänger resultierte in der Umbenennung in Greenland Dock. Diese Nutzung aber nahm Anfang des 19. Jahrhunderts rapide ab.
1806 wurde das Hafenbecken an William Richie, einen Holzhändler aus Greenwich, verkauft, der 1807 die Commercial Dock Company gründete. Die Gesellschaft baute eine Reihe zusätzlicher Hafenbecken und zwei neue Holzteiche im Norden, während Wettbewerber auch weitere Hafenbecken anlegten, was zu einem Durcheinander verschiedener Hafenbecken, Kanäle und Holzteiche führte. Der schottische Bauingenieur James Walker und spätere Chefingenieur des Trinity House war von 1808 bis an sein Lebensende maßgeblich am Ausbau der Hafenanlagen beteiligt. Eine Büste auf einer Steinsäule am Rande des Greenland Docks erinnert an den ehemaligen Präsidenten (1835–1845) der Institution of Civil Engineers (ICE). 1865 fusionierte diese Gesellschaft mit ihrem Nachbarn, der Surrey Docks Company zur Surrey Commercial Docks Company, die etwa 80 % des Holzhandels in London abwickelte.
Das Greenland Dock bildete über ein Jahrhundert lang das Zentrum des Londoner Holzhandels. An seinen Ufern entstanden Lagerhäuser und riesige Holzstöße, die von athletischen „Holzträgern“ umgeschichtet wurden. Der größte Teil des Holzes kam auf kleinen Segelschiffen aus dem Baltikum an; später wurde es von auf große Dampfschiffe verladen.

### Expansion und Niedergang
In den Jahren 1895–1904 wurde das Greenland Dock zum Preis von £ 940.000 nach Westen umfangreich verlängert, ein Projekt, das von Sir John Wolfe-Barry, dem Ingenieur, der auch die Tower Bridge baute, geplant und durchgeführt wurde. Seine Länge wurde mehr als verdoppelt und seine Tiefe fast verdoppelt, sodass es im Endausbau eine Wasserfläche von 9,1 ha bei einer Länge von 690 m und einer Tiefe von 9,4 m besaß, sowie den Grand Surrey Canal durchschnitt. Es bekam auch ein großes Schleusenbecken, 170 m lang, 24 m breit und 11 m tief. Durch diesen Umbau konnte das Hafenbecken große Frachtschiffe und sogar Ozeanliner aufnehmen. A-Klasse-Schiffe der Cunard Line mit bis zu 14.000 BRT, angetrieben von großen Dampfmaschinen transportierten regelmäßig Passagiere und Fracht vom Greenland Dock zum Sankt-Lorenz-Strom in Kanada und zurück. Sie galten so weit themseaufwärts als große Schiffe und mussten auf dem Fluss wenden, um in die Schleuse einzufahren.
1909 wurde das Greenland Dock wie alle anderen Hafenbecken Londons im Londoner Hafen zusammengefasst, der von der Port of London Authority geführt wurde.
Im gleichen Zeitraum wie die großen Dampfschiffe gab es im Gegensatz auch Barken mit weniger als einem Zehntel der Größe, die Holz aus Finnland brachten – Überlebende des Segelzeitalters mit drei oder vier Masten und Repräsentanten des baltischen Holzhandels. Finland Quay, Swedish Quay, Norway Dock und Russia Dock waren einige der Namen die aus dem ursprünglichen Holzhandel in Rotherhithe stammten.
Das Greenland Dock hatte schwer unter dem Zweiten Weltkrieg zu leiden, da viele Lagerhäuser dem deutschen Bombenhagel zum Opfer fielen und auch die Schleuse durch Luftangriffe unbrauchbar wurde. Nach dem Krieg wurden die Anlagen schnell wieder instand gesetzt und erlebten noch einmal eine kurze Blütezeit. Aber die technischen Veränderungen in der Schiffsindustrie sorgten bald für einen beschleunigten Niedergang des Handels im Hafenbecken. Der Beruf des Holzträgers wurde 1958 abgeschafft, weil das Holz nun nur noch gebündelt transportiert wurde. Wenig später kamen verstärkt Containerschiffe auf, die viel zu groß waren, um in die Londoner Hafenbecken einzufahren. 1970 wurden die Surrey Commercial Docks geschlossen. Das Greenland Dock wurde an die Stadtteilverwaltung von Southwark verkauft.

## Stadtentwicklung

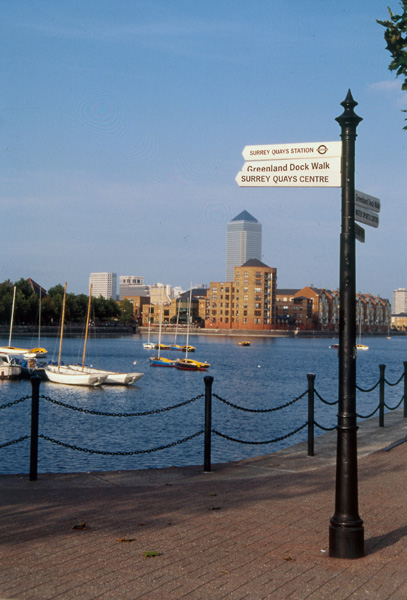
Greenland Dock und Surrey Quays

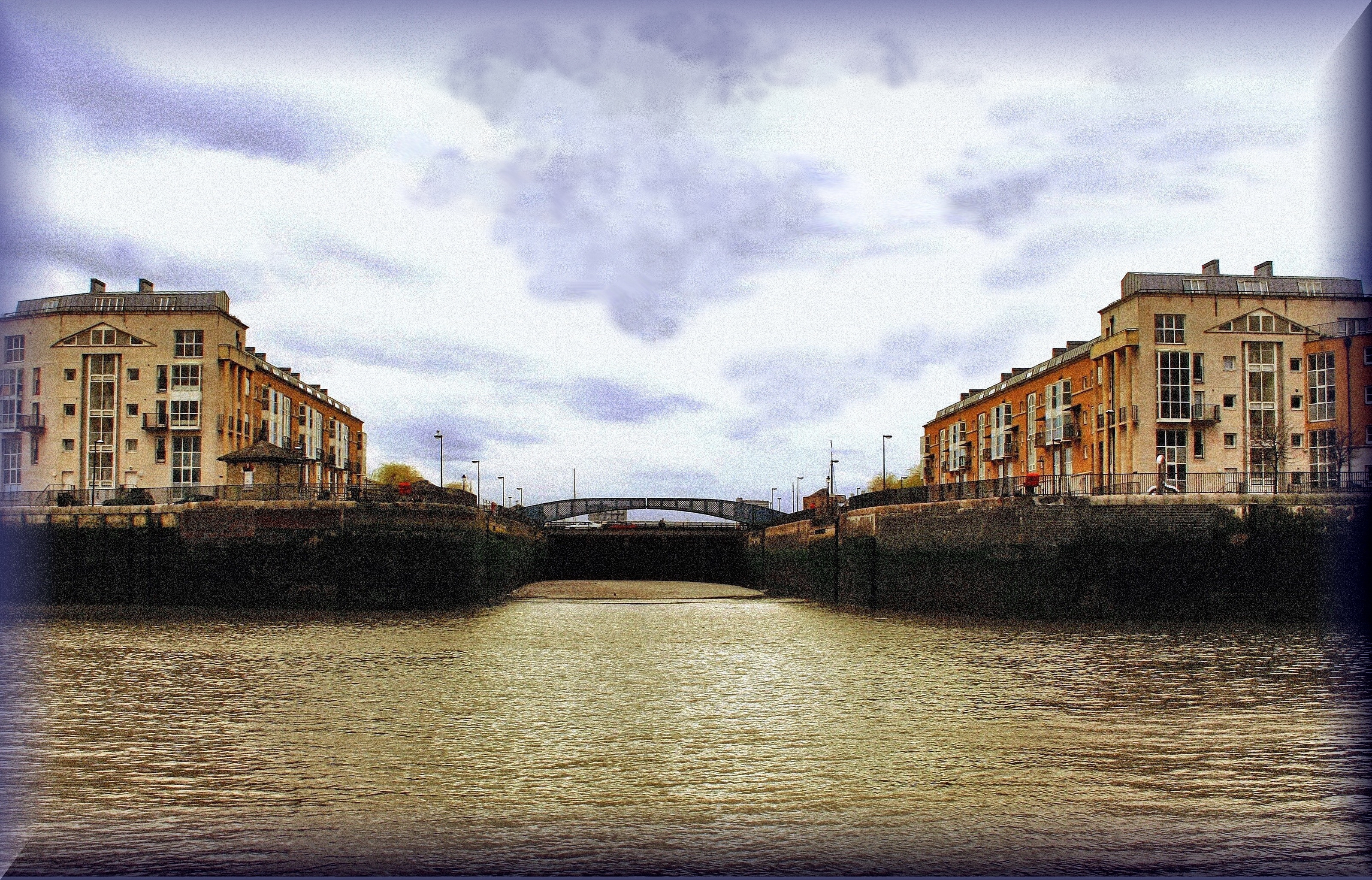
Wohnbebauung am Greenland Dock

Die Surrey Docks lagen über 10 Jahre lang brach, fast alle Lagerhäuser wurden abgebrochen und 90 % der Hafenbecken aufgefüllt. Das Greenland Dock, das nun in den Händen der Stadtteilverwaltung lag, entging diesem Schicksal und wurde 1981 an die London Docklands Development Corporation (LDDC) übergeben. In dieser Zeit betrieb die Inner London Education Authority (ILEA) von ein paar tragbaren Kabinen an der Redriff Road aus ein Surrey Docks Watersport Centre an dem Hafenbecken. In diesem Zentrum wurden viele junge Leute, die bisher keinen Kontakt zum Segel- oder Kanusport hatten, trainiert. Es entstand ein Masterplan zur Umsiedlung verbleibender industrieller Nutzer an den Kais und zur Umwandlung in ein Wohngebiet. Dieser Plan wurde Ende der 1980er-Jahre umgesetzt und es entstanden sieben Wohnkomplexe an Stelle der früheren Lagerhäuser, die alle nach diesen benannt wurden: Aus dem Swedish Yard wurde der Swedish Quay, der Brunswick Yard wurde zum Brunswick Quay, der Baltic Yard zum Baltic Quay usw. Heute wird das Gebiet von Luxuswohnkomplexen beherrscht, wie z. B. das Greenland Passage Development oder die abgeschlossene New Caledonian Wharf. Zusätzlich wurde ein neues Wassersportzentrum am früheren Eingang zum jetzt verfüllten Grand Surrey Canal gebaut. Dies hat dafür gesorgt, dass das Hafenbecken ein beliebter Platz zum Windsurfen, für den Kanusport und sogar für chinesische Drachenbootrennen erhalten blieb.
Das Hafenbecken selbst ist im Gegensatz zu den früheren Ein- und Ausfahrten größtenteils unversehrt. Diese wurden alle bis auf einen verfüllt oder gesperrt. Es gibt noch eine Serviceverbindung zum South Dock, das nun zum Jachthafen wurde und das Greenland Dock hat auch selbst einen kleinen Jachthafen am östlichen Ende. Von den früheren Lagerhäusern gibt es keine Spur mehr, wenn auch ein Teil der früheren Spille und einige der hydraulischen Maschinen für den Betrieb der Schleuse an den Kais erhalten geblieben sind.
Der alternative Komödiant Malcom Hardee ertrank 2005 in diesem Hafenbecken, als er vom Wibbley Wobbley, einem am Themseende des Greenland Docks liegendes Schiff, das als Pub genutzt wird, zu seinem Hausboot rudern wollte.

## Verkehrsanbindung
Der nächstgelegene Bahnhof ist Canada Water an der Jubilee Line und an der East London Line. Der ”Wasserbus” von Thames Clippers bedient den Greenland Dock Pier. Der Fernwanderweg Thames Path führt am südlichen Ufer der Themse entlang.